# Plan de Erradicación de Villas de Emergencia
El Plan de Erradicación de Villas de Emergencia (PEVE) fue un proyecto gubernamental de la República Argentina destinado a solucionar el problema de la vivienda para las clases humildes y marginadas.

## Reglamentación
Fue reglamentado en primera instancia por la Ley 16.601/64 el 24 de noviembre de 1964, durante la presidencia de Arturo Illia. La legislación estableció que la Secretaría de Estado de Obras Públicas debería hacerse cargo de administrar un plan para erradicar definitivamente los asentamientos precarios, conocidos en Argentina como villas de emergencia o villas miseria. 
También reglamentó tipos y superficies de vivienda, tipos de préstamo, casos de concesión de tierras y la obligatoriedad de incorporarla al bien de familia. También precisó que las obras deberían ser encaradas para satisfacer a los sectores con mínima o ninguna capacidad de ahorro.
Por último, la Ley 16.601 destinó para el financiamiento fondos de rentas generales, en el caso del Área Metropolitana de Buenos Aires; y fondos previsionales y provinciales en el interior del país.
El 29 de diciembre de 1967 se sancionó la Ley 17.605, que reglamentó un nuevo Plan de erradicación de Villas de Emergencia, impulsada por las inundaciones causadas por el Río Reconquista que hicieron que un gran número de familias humildes perdiera su vivienda. La "ley 17.605 contenía dos programas complementarios. Uno, el de la construcción de 8000 viviendas transitorias en 17 Núcleos Habitacionales Transitorios. En esos núcleos de 13,3 metros cuadrados por familia, se suponía que los villeros debían -otra vez- "readaptarse", antes de ser trasladados como gente civilizada a sus nuevas viviendas. Expertos sociales serían los encargados de "motivar" a los villeros para dejar atrás sus pésimos códigos de conducta (...) A los villeros no les entusiasmaron particularmente ni los NHT ni las erradicaciones. No tenían demasiadas formas de expresarlo ya que la dictadura de Onganía no tenía en sus planes reconocer a la Federación de Villas como interlocutora de nada. Fue así que comenzó a estrenarse para la historia el uso masivo de las topadoras y las palas mecánicas, que el Proceso supo perfeccionar sofisticando las formas de crear terror" (Blaustein, 2001)
Por su parte el brigadier Osvaldo Cacciatore, intendente de facto de Buenos Aires tras un reparto de poderes entre las tres Fuerzas Armadas, sancionó el 13 de julio de 1977 la ordenanza 33.652, por la cual la Comisión Municipal de la Vivienda (CMV) quedaba a cargo del “plan integral de erradicación” de villas. El titular de ese organismo, Guillermo del Cioppo, hizo una síntesis del espíritu de su trabajo erradicador tres años más tarde: “Hay que hacer un trabajo efectivo para mejorar el hábitat, las condiciones de salubridad e higiene. Concretamente: vivir en Buenos Aires no es para cualquiera sino para el que la merezca, para el que acepte las pautas de una vida comunitaria agradable y eficiente. Debemos tener una ciudad mejor para la mejor gente”(Citado en Oszlak, 1991).

## Obras
Si bien el PEVE fue concebido durante la gestión de Illia, se desarrolló casi íntegramente durante la dictadura de la Revolución Argentina [cita requerida](1966 - 1973), presidida en su primera etapa por el teniente general Juan Carlos Onganía, luego por el general Roberto Levingston, y finalmente por el general Alejandro Lanusse.
Durante los 9 años de existencia del PEVE, las principales obras desarrolladas fueron en las siguientes ubicaciones:
- Adrogué[cita requerida]
- Ciudadela (Buenos Aires): conjuntos Ciudadela I y II, construidos entre 1970 y 1973.
- Florencio Varela (Buenos Aires): conjunto habitacional en las calles José María Paz y Vicente López y Planes.
- San Justo (Buenos Aires): dos conjuntos habitacionales. Uno, en el cruce de la Avenida Intendente Crovara y el Camino de Cintura, otro en la Avenida Provincias Unidas, entre las calles Pedro Gallo y Charrúa.
- Santa Fe
- Santiago del Estero
- Villa Riachuelo: un conjunto de torres en el cruce de la Avenida General Fernández de la Cruz y la calle José León Suárez.
- Villa Soldati: el Conjunto Soldati, proyectado en 1972 y terminado hacia 1979.

Muchos de los conjuntos habitacionales construidos en el Área Metropolitana de Buenos Aires fueron proyectado por el Estudio STAFF (los arquitectos Ángela Bielus, Jorge Goldemberg y Olga Wainstein-Krasuk), como Ciudadela I y II y Soldati, compuestos por una densa trama que combina torres con tiras de vivienda horizontal.

## Plan Alborada
Con el regreso a la democracia en la Argentina, se sancionó en junio de 1973 el Plan Alborada, durante la breve presidencia de Héctor Cámpora. Este nuevo plan fue continuado durante las gestiones de Juan Domingo Perón y su sucesora María Estela Martínez, En 1973 desarrollaron el proyecto para el Conjunto Habitacional Florencio Varela, en la localidad del mismo nombre al sur de Buenos Aires, con 103.000 m² cubiertos en 14 hectáreas recurriendo nuevamente a la tipología de tiras bajas y longitudinales, y cuya construcción terminó recién en 1978. En 1974 diseñaron el Conjunto Habitacional Rosario II, en dicha ciudad y recurriendo a las torres en altura en combinación con las tiras bajas, para totalizar 76 000 m² cubiertos. El plan
prosiguió a pesar del nuevo golpe de Estado que estableció un gobierno militar de facto autodenominado Proceso de Reorganización Nacional (1976 - 1983). En 1973 se realizaron además del Alborada en monoblocks los planes 25 de Mayo con edificios de 12 pisos como los junto a peaje Dock Sud. Y el plan 12 de octubre con edificios de 14 pisos y terminados con yeso de una categoría superior ya que participaban los gremios en la financiación estaban destinados a personal de por ejemplo SEGBA.